# Yoann Cathline
Yoann Cathline, né le 22 juillet 2002 à Champigny-sur-Marne en France, est un footballeur français qui évolue au poste d'ailier gauche au FC Utrecht.

## Biographie

### En club
Né à Champigny-sur-Marne en France, Yoann Cathline est notamment formé par l'EA Guingamp qu'il rejoint en provenance de l'US Torcy. En juin 2020, il signe son premier contrat professionnel avec Guingamp.
Cathline est intégré pour la première fois à l'équipe première en mars 2021. Il fait sa première apparition en professionnel le 24 juillet 2021, à l'occasion de la première journée de la saison 2021-2022 de Ligue 2 contre Le Havre AC. Il entre en jeu à la place de Maxime Barthelmé et les deux équipes se neutralisent (0-0). Le 19 avril 2022, il inscrit son premier but en professionnel, lors d'une rencontre de championnat contre le Pau FC. Titulaire ce jour-là, il ouvre le score et son équipe l'emporte par trois buts à zéro.
Le 5 septembre 2022, Yoann Cathline s'engage officiellement avec le FC Lorient. Il signe un contrat courant jusqu'en juin 2027,. Le 11 septembre 2022, Cathline fait sa première apparition sous les couleurs lorientaises, ainsi qu'en Ligue 1, face au FC Nantes. Entré en jeu à la place de Stéphane Diarra, il se fait remarquer en inscrivant également son premier but, participant ainsi à la victoire des siens par trois buts à deux,.
Le 23 juillet 2024, Yoann Cathline rejoint les Pays-Bas en signant en faveur du FC Utrecht sous la forme d'un prêt d'une saison. Le club dispose d'une option d'achat sur le joueur.

### En sélection
Yoann Cathline représente l'équipe de France des moins de 20 ans. Il joue son premier match le 7 octobre 2021 contre la Tunisie (1-1 score final). Cathline inscrit son premier but pour les moins de 20 ans le 11 novembre 2021, lors d'un match perdu contre l'Allemagne (2-3 score final).

## Statistiques
| Saison                | Club                  | Championnat           | Championnat | Championnat | Championnat | Coupe(s) nationale(s) | Coupe(s) nationale(s) | Coupe(s) nationale(s) | Compétition(s) continentale(s) | Compétition(s) continentale(s) | Compétition(s) continentale(s) | Compétition(s) continentale(s) | Total | Total | Total |
| Saison                | Club                  | Division              | M.          | B.          | P.d.        | M.                    | B.                    | P.d.                  | Comp.                          | M.                             | B.                             | P.d.                           | M.    | B.    | P.d.  |
| 2021-2022             | EA Guingamp           | Ligue 2               | 20          | 1           | 0           | 2                     | 0                     | 0                     | -                              | -                              | -                              | -                              | 22    | 1     | 0     |
| 2022-2023             | EA Guingamp           | Ligue 2               | 5           | 0           | 0           | -                     | -                     | -                     | -                              | -                              | -                              | -                              | 5     | 0     | 0     |
| Sous-total            | Sous-total            | Sous-total            | 25          | 1           | 0           | 2                     | 0                     | 0                     | -                              | -                              | -                              | -                              | 27    | 1     | 0     |
| 2022-2023             | FC Lorient            | Ligue 1               | 23          | 1           | 1           | 3                     | 2                     | 0                     | -                              | -                              | -                              | -                              | 26    | 3     | 1     |
| 2023-2024             | Almere City (prêt)    | Eredivisie            | 28          | 4           | 2           | 3                     | 2                     | 2                     | -                              | -                              | -                              | -                              | 31    | 6     | 4     |
| 2024-2025             | FC Utrecht (prêt)     | Eredivisie            | 25          | 6           | 5           | 4                     | 0                     | 1                     | -                              | -                              | -                              | -                              | 29    | 6     | 6     |
| 2025-2026             | FC Utrecht            | Eredivisie            | -           | -           | -           | -                     | -                     | -                     | C3                             | 2                              | 0                              | 0                              | 2     | 0     | 0     |
| Sous-total            | Sous-total            | Sous-total            | 25          | 6           | 5           | 4                     | 0                     | 1                     | -                              | 2                              | 0                              | 0                              | 31    | 6     | 6     |
| Total sur la carrière | Total sur la carrière | Total sur la carrière | 101         | 12          | 8           | 12                    | 4                     | 3                     | -                              | 2                              | 0                              | 0                              | 115   | 16    | 11    |